# Ouzlovaïa
Ouzlovaïa (en russe : Узловая) est une ville de l'oblast de Toula, en Russie, et le centre administratif du raïon d'Ouzlovaïa. Sa population s'élevait à 49 655 habitants en 2020.

## Géographie
Ouzlovaïa se trouve à 10 km au sud-ouest du centre de Novomoskovsk, à 44 km au sud-est de Toula et à 201 km au sud de Moscou.

## Histoire
La création de l'agglomération en 1873 est liée à la construction de la ligne de chemin de fer Syzran - Viazma. A l'intersection de cette ligne avec une voie secondaire allant à Moscou — qui fut prolongée jusqu'au bassin du Donetz dans les années 1930 —, la gare de « Krouchtchiovskaïa » (Хрущёвская) fut édifiée. Elle reçut en 1877 le nom de « Ouzlovaïa » (en français : gare de correspondance). En 1926, Ouzlovaïa accéda au statut de commune urbaine, puis en 1938, à celui de ville, tandis qu'étaient mises en exploitation des mines de lignite dans les environs.

## Population
Recensements (*) ou estimations de la population
| 1926* | 1939*  | 1959*  | 1970*  | 1979*  | 1989*  |
| ----- | ------ | ------ | ------ | ------ | ------ |
| 3 000 | 17 936 | 53 912 | 61 945 | 64 752 | 64 889 |

| 2002*  | 2010*  | 2012   | 2013   | 2014   | 2015   |
| ------ | ------ | ------ | ------ | ------ | ------ |
| 59 763 | 55 282 | 54 511 | 53 949 | 53 316 | 52 825 |

| 2016   | 2017   | 2018   | 2019   | 2020   | - |
| ------ | ------ | ------ | ------ | ------ | - |
| 52 377 | 51 922 | 51 358 | 50 508 | 49 655 | - |

## Économie
La ville compte une entreprise fabriquant de l'équipement minier, une usine textile et des entreprises du secteur agroalimentaire. Des mines de lignite sont toujours en exploitation dans les environs de la ville.

## Transports
La route nationale M4 passe à quelques kilomètres à l'ouest de la ville. La ville reste aujourd'hui un nœud ferroviaire et possède une gare de voyageurs desservie par des trains longue distance.

## Personnalités
Shamil Khisamutdinov (1950-), champion olympique de lutte gréco-romaine en 1972, est né à Ouzlovaïa.